# Conservatori Estatal de Tbilisi
Conservatori Estatal de Tbilisi (georgià: თბილისის სახელმწიფო კონსერვატორია, Tbílissis sakhèlmtsipo konservatòria) és el Conservatori Estatal de Geòrgia, situat a la capital, Tbilisi.

## Història

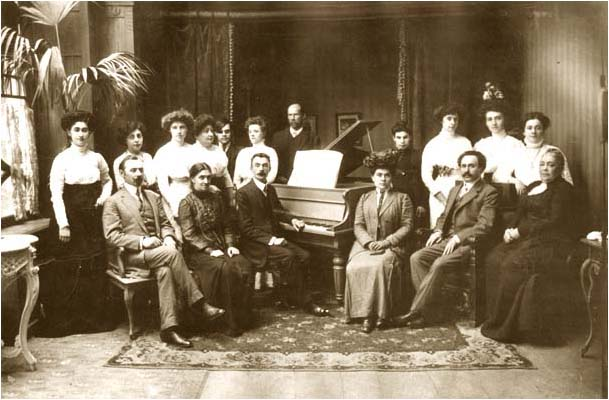
Equip del conservatori el 1910

El Conservatori de Tbilisi va ser fundat l'1 de maig de 1917. Dimitri Arakixvili també va fundar un conservatori rival el 1921, i no va ser fins al 1924 que el règim soviètic va resoldre la situació a favor de la fundació original. Des del 1947 porta el nom del cantant georgià Ivane Sarajishvili.
Entre els primers professors del Conservatori hi havia músics destacats com Franz Liszt, Henryk Wieniawski, Antoine Marmontel, Txaikovski i Ignaz Moscheles, així com Joseph i Rosina Lhévinne, que més tard van ser professors fundadors de la Juilliard School of Music; músics georgians, antics alumnes del Conservatori de Moscou i del Conservatori de Sant Petersburg, com ara Dimitri Arakishvili i Zachary Paliashvili (compositors i fundadors de la música georgiana moderna); Wanda Shiukashvili, A. Tulashvili i A. Virsaladze (pianistes); L. Iashvili i L. Shiukashvili (violinistes); D. Andghuladze i A. Inashvili (cantants); el director d'orquestra grec Odysseas Dimitriadis i altres.
En diferents moments, el Conservatori Estatal de Tbilisi va ser dirigit per destacats músics georgians i russos, entre ells Nikolai Nikolaev (1917-1918), Nikolai Txerepnín (1919-1922), Tamara Vakhvakhishvili (1921-1923), Mikhaïl Ippolitov-Ivànov (1924-1925), Zakaria Paliashvili (1918-1919; 1922-1923; 1930-1931), Dimitri Arakiixvili (1926-1929), Otar Taktakišvili (1962-1964), Sulkhan Tsintsadze (1965-1984), Nodar Gabunia (1984-2000), Manana Doidjashvili (2000-2012), Reso Kiknadze (2012-2019) i Nana. Sharikadze (2019-2023).

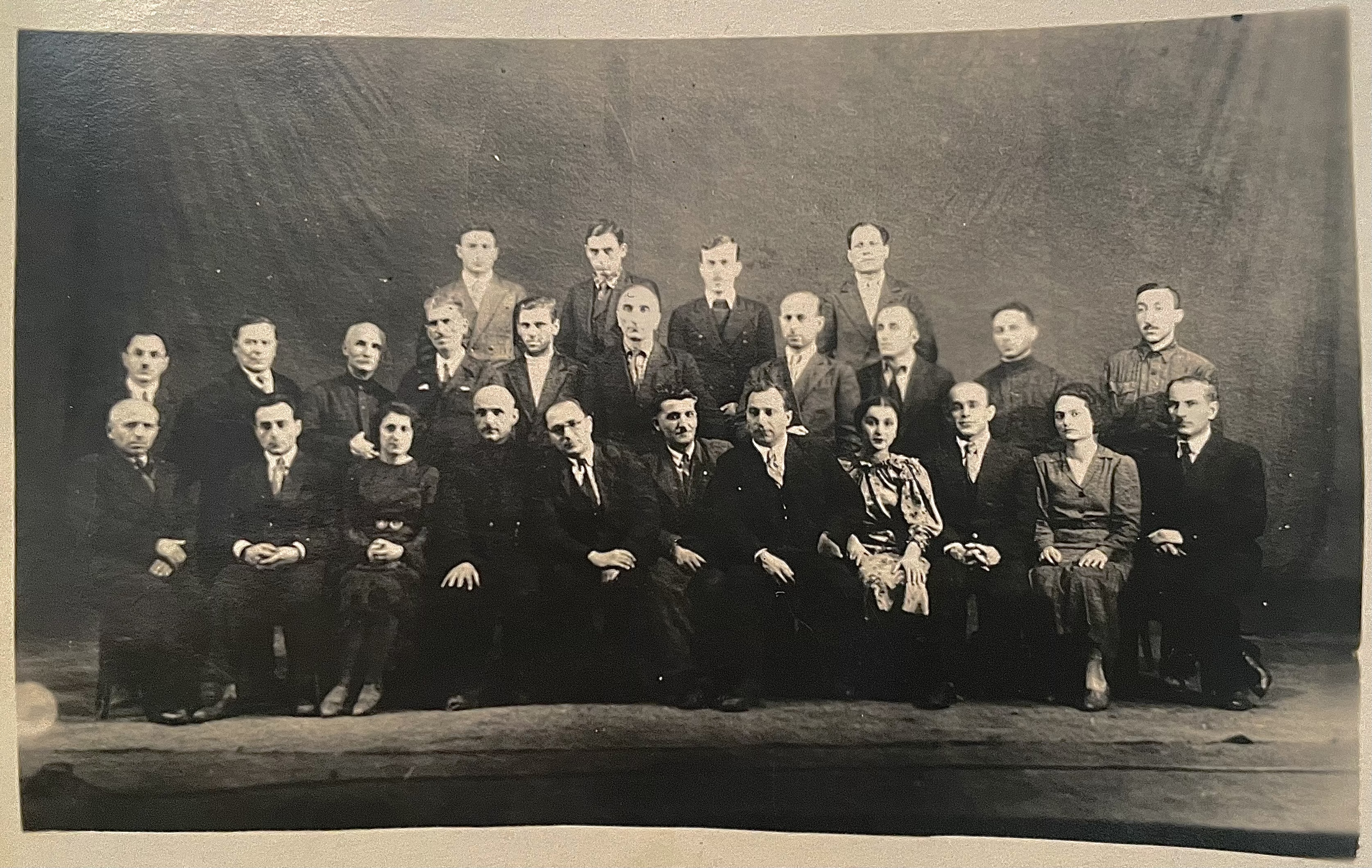
Personal, estudiants i músics del Conservatori Estatal de Tbilisi. Cap al 1940.

Entre els graduats notables del Conservatori hi ha: els compositors Guia Kantxeli, S. Nasidze i Dagmara Slianova-Mizandari; el director d'orquestra Djànsug Kakhidze⁣; l'etnomusicòleg i musicòleg evolutiu Joseph Jordania⁣; els músics Elisso Virsaladze, Dimitri Bashkirov, Lev Vlassenko, Tamar Gabarashvili, Regina Gurgenyan, Alexander Toradze, Marine Iashvili, Alexander Korsantia, Giorgi Latso, Zurab Andjaparidze, Iano Alibegashvili (Tamari), Lado Ataneli, Tamar Atschba i altres.

## Edifici

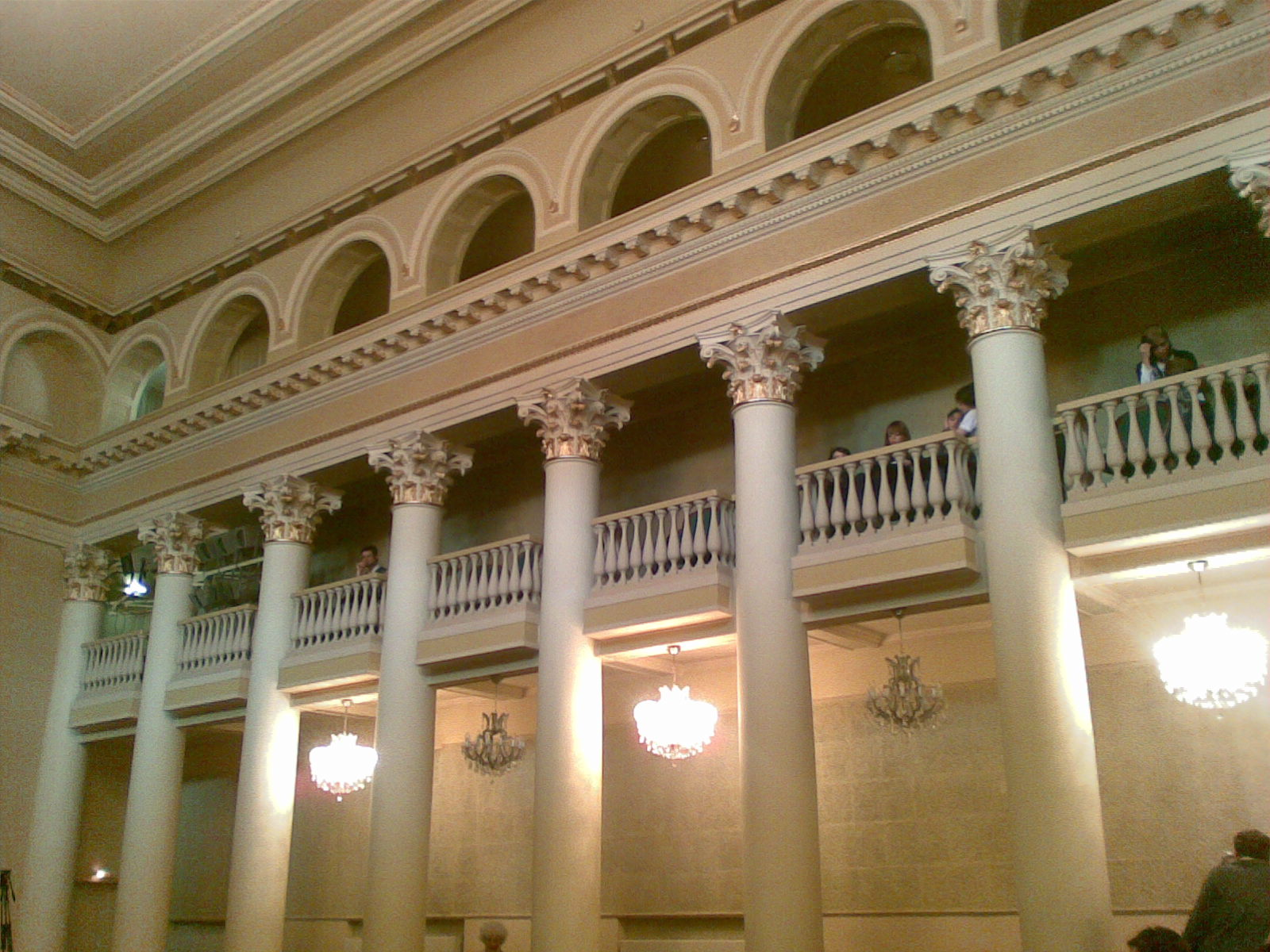
L'auditori principal del conservatori

L'edifici original va ser dissenyat per Aleksander Szymkiewicz i construït entre 1901 i 1905. A diferència de la majoria d'edificis del mateix estil en el període en qüestió, el portal principal decorat amb columnes del conservatori no està situat al centre. Més aviat, juntament amb la façana principal, està construïda prop de la cantonada esquerra de l'edifici perquè doni a l'entrada principal des de l'⁣avinguda Rustaveli.
L'estil de l'edifici és de caràcter eclèctic. Tot i que l'edifici original de dos pisos va ser construït amb elements renaixentistes i barrocs, l'exterior de l'edifici actual de quatre pisos és neoclàssic i una mica menys ornamentat. L'exterior mostra l'estàtua d'⁣Anton Rubinstein, un pianista i compositor rus que el 1891 va donar íntegrament els ingressos d'un dels seus concerts per a la inauguració de l'edifici original del conservatori.
L'auditori principal i l'auditori més petit són els dos auditoris de l'edifici. El petit auditori del conservatori és famós per les seves parets ornamentades. L'auditori principal també alberga un orgue de la fàbrica Alexander Schuke de Potsdam, Alemanya, instal·lat el 1963.

## Activitats
Avui dia, el professorat del conservatori inclou uns 200 professors. Hi ha uns 400 estudiants.
Els esdeveniments culturals que tenen lloc al Conservatori inclouen: fòrums musicals, concursos nacionals, simposis internacionals i conferències científiques, classes magistrals, concerts de cambra i simfònics i actuacions d'òpera estudiantils a l'Opera Studio del Conservatori. Entre els que han actuat al Conservatori hi ha Vladimir Horowitz, Egon Petri, Sviatoslav Richter, David Óistrakh, Emil Guílels, Mstislav Rostropóvitx i altres.
Des del 1995, el Conservatori Estatal s'ha adherit al Sistema Educatiu Europeu de dues etapes d'estudis. Des del 2006, el Conservatori Estatal de Tbilisi és membre de l'Associació Europea de Conservatoris. A partir del 2005, el Conservatori es va adherir al Procés de Bolonya amb el seu sistema internacional de transferència i crèdits d'estudiants.
El 14 de setembre de 2022, el Ministeri de Cultura, Esports i Joventut de Geòrgia va iniciar un projecte centrat a eliminar la manca d’instruments al Conservatori Estatal de Tbilissi. Es va signar un acord de compra plurianual amb l'empresa líder mundial en fabricació Steinway & Sons, segons el qual 78 pianos de cua es transferirien gradualment al Conservatori Estatal fins al 2025. Les negociacions inicials entre Steinway & Sons i el Ministeri de Cultura han facilitat especialment la participació del compositor i pianista de concerts georgià-estatunidenc Giorgi Latso. Des de la fundació de Steinway & Sons i la seva història empresarial, aquest contracte es considera sense precedents i significatiu a Europa, atès que Geòrgia va tenir una escassetat de compres de 50 anys.